# Asociación Nacional Socialismo
La Asociación Nacional Socialismo (NSA; en chino; 國家社會主義學會, [kwǒ tɕjá ʂɤ̂ xwêi ʈʂù î ɕɥě xwêi]) es una organización política fundada en Taiwán en septiembre de 2006 por Hsu Na-chi (en chino, 許娜琦), en ese momento una mujer de 22 años graduada en ciencias políticas de la Universidad de Soochow.

## Historia
En una entrevista con Apple Daily el 10 de marzo de 2007, Hsu afirmó que comenzó a investigar la ideología de la organización mientras estudiaba en la universidad. Fundó la NSA porque creía en el nacionalsocialismo y no estaba contenta con la constante lucha política entre el Kuomintang y el Partido Democrático Progresista. La organización fue registrada como organización pública bajo la ley taiwanesa en septiembre de 2006. El gobierno taiwanés indicó que el establecimiento y la existencia de la NSA están protegidos por la constitución del país, que garantiza la libertad de expresión y organización.[cita requerida]
La primera reunión nacional de la NSA entre los miembros se celebró el 17 de marzo de 2007 en Taichung.[cita requerida]

## Membresía
Inicialmente, la NSA tenía 19 miembros.[cita requerida] La sede se encuentra en Taipéi. En marzo de 2007, el sitio web oficial de la NSA afirmó que la NSA tenía más de 760 miembros. Después de la exposición en los principales medios de comunicación, la NSA afirmó que la membresía había aumentado a más de 1.400; sin embargo, en 2007, la membresía principal permaneció alrededor de 20.

## Ideología
La NSA idolatra a Adolf Hitler y a menudo usa el eslogan "¡Larga Vida a Hitler!" mientras imita el saludo fascista. Esto ha provocado la condena de varios lobbys judíos de derechos humanos, incluido el Centro Simon Wiesenthal, que condenó a la NSA el 13 de marzo de 2007 por defender a Hitler y culpar a la democracia del "malestar social" de Taiwán.
El cofundador Chao Lahn negó que la NSA fuera racista o antisemita, afirmando que el objetivo del grupo era "fomentar un mayor nacionalismo en Taiwán". Emile Sheng, un funcionario municipal en Taipéi, comentó sobre la creación de la NSA y dijo: "La gente aquí [en Taiwán] realmente no entiende lo que es el nacionalsocialismo, como en muchas partes del mundo [...] No son realmente racistas ni antisemitas. Ni siquiera saben lo que significa".